# Кисельов Олександр Омелянович
Андрій Йосипович Кисельов (нар. 1895 — 1941) — український радянський діяч, відповідальний секретар Катеринославського і Миколаївського губкомів КП(б)У, відповідальний секретар Черкеського обласного комітету ВКП(б). 

## Біографія
Працював службовцев. Під час Першої світової війни служив у російській імператорській армії, унтер-офіцер. 
Член РСДРП(б) з 1917 року.
Після Лютневої революції 1917 року — член Військової організації при Катеринославському комітеті РСДРП(б), один із організаторів загонів Червоної гвардії, член штабу Червоної гвардії Міського району міста Катеринослава.
З 1918 року — в Червоній армії: комісар 10-го Московського полку, комісар 3-ї повстанської бригади.
У травні — червні 1919 року — голова Катеринославського губернського комітету КП(б)У. Потім був членом підпільного Катеринославського губернського комітету КП(б)У.
З травня по липень 1920 року — секретар Катеринославського губернського комітету КП(б)У. З липня по листопад 1920 року — голова Катеринославського губернського комітету КП(б)У.
У липні 1921 року — відповідальний секретар Катеринославського губернського комітету КП(б)У.
У 1922 році — відповідальний секретар Миколаївського губернського комітету КП(б)У.
На 1924 рік — заступник завідувача відділу ЦК КП(б)У.
У лютому 1927 — жовтні 1929 року — відповідальний секретар Черкеського окружного (обласного) комітету ВКП(б).